# Siphanta constricta
Siphanta constricta är en insektsart som beskrevs av Fletcher 1985. Siphanta constricta ingår i släktet Siphanta och familjen Flatidae. Inga underarter finns listade i Catalogue of Life.